# تپه خرکله
تپه خرکله در شهرستان کوهدشت، بخش طرهان، ۱۶/۵ کیلومتری جنوب شرقی شهر گراب واقع شده و این اثر در تاریخ ۲۲ اسفند ۱۳۸۵ با شمارهٔ ثبت ۱۸۲۰۹ به‌عنوان یکی از آثار ملی ایران به ثبت رسیده است.